# Thallarcha chrysochares
Thallarcha chrysochares är en fjärilsart som beskrevs av Edward Meyrick 1886. Thallarcha chrysochares ingår i släktet Thallarcha och familjen björnspinnare. Inga underarter finns listade i Catalogue of Life.

## Bildgalleri

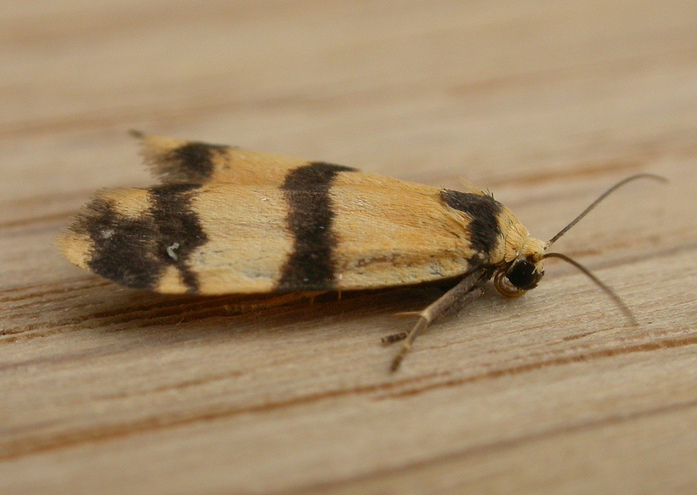
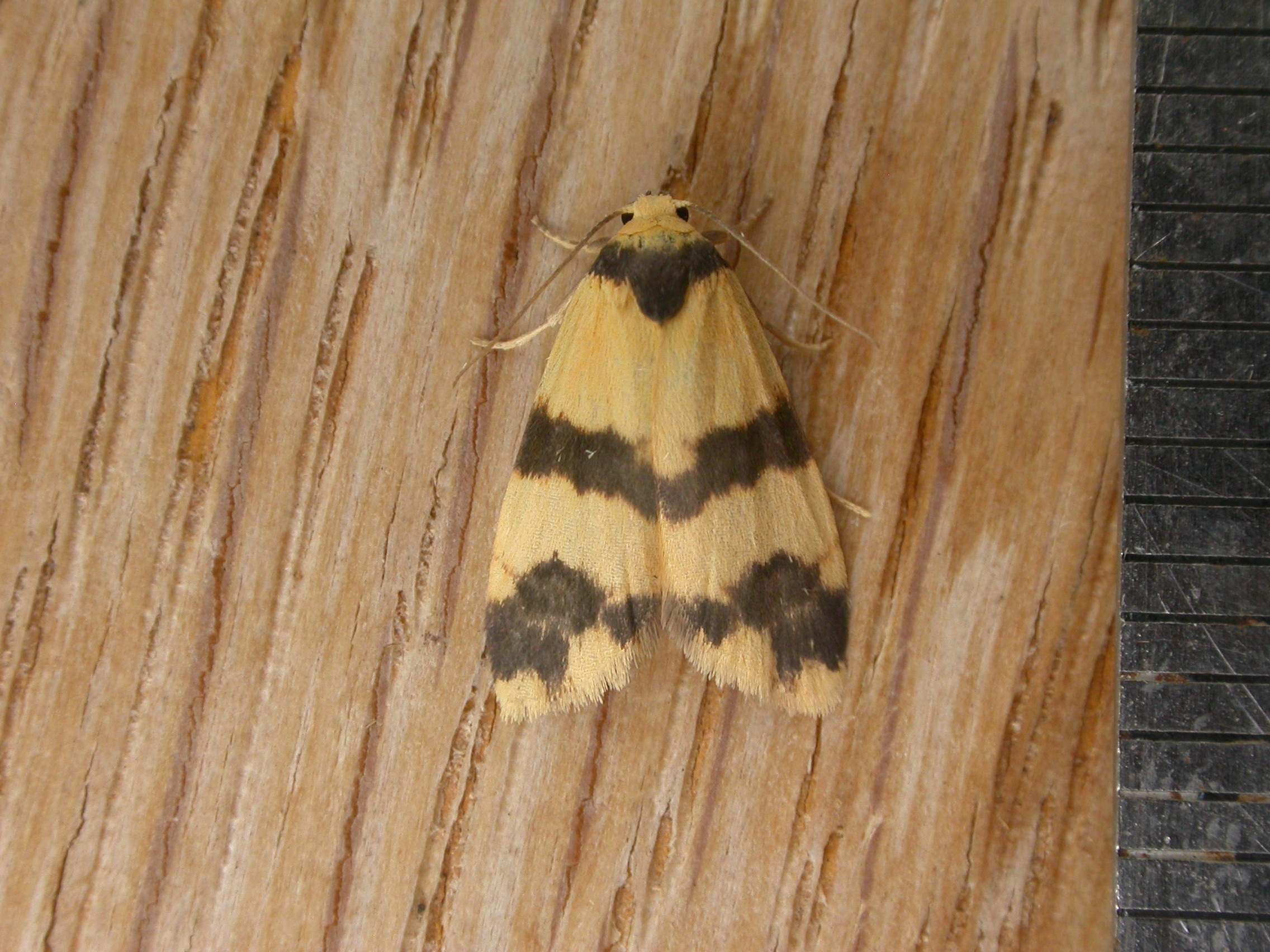